# 弗雷德旺
弗雷德旺（挪威語：Fredvang）是挪威北部諾爾蘭郡弗拉克斯塔市镇的村莊。该村位於北極圈內罗弗敦群岛的莫斯克內斯島上，弗雷德旺桥是通往外界的唯一道路。